# Lost Whispers
Lost Whispers är ett Evanescence-album. Den släpptes den 18 februari 2017 av Bicycle Music Company. Albumet är ett samlingsalbum av låtar från tidigare album. Albumet innehåller även en ny version av ”Even In Death”, som i sin ursprungsversion kommer från albumet Origin.